# Giles Daubeney (Politiker, um 1333)

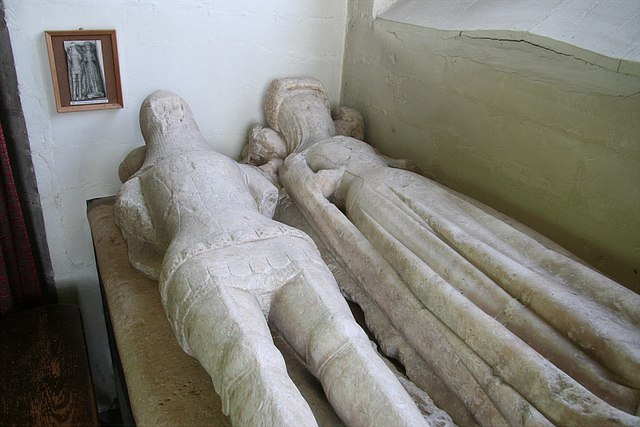
Mutmaßliches Grabdenkmal für Giles Daubeney und seine Frau Alianore in der Kirche von St Botolph's in Saxilby

Sir Giles Daubeney (auch Giles I Daubeney) (* um 1333; † 24. Juni 1386 in South Petherton) war ein englischer Ritter und Politiker.

## Herkunft
Giles Daubeney entstammte der Familie Daubeney, einer angesehenen Familie der Gentry mit umfangreichen Besitzungen im südlichen England. Er war der älteste Sohn von Sir Ralph Daubeney und dessen ersten Frau Alice Montagu.

## Leben
Schon zu Lebzeiten seines Vaters konnte Daubeney einen eigenen Besitz aufbauen, indem er 1357 für 200 Mark, die er von seinem Onkel Sir William Daubeney geliehen hatte, die Güter von Kempston in Bedfordshire und Tottenham in Middlesex kaufte. Damit vergrößerte er den Einfluss der Familie in Südengland über Somerset hinaus. Folglich übernahm er danach lokale Ämter in Bedfordshire, unter anderem von 1379 bis 1380 das Amt des Sheriffs. Nach dem Tod seines Vaters 1378 erbte er die weiteren Familiengüter, worauf er seine Aktivitäten auf Somerset konzentrierte. 1382 und noch mindestens zwei weitere Male wurde er als Knight of the Shire für Somerset gewählt, das er dann während der Parlamente vertrat. Er starb auf einem seiner Güter in Somerset, doch er wurde in Kempston in Bedfordshire begraben. Das Grabdenkmal für ihn und seine Frau wurde später vermutlich in die Kirche St Botolph's in Saxilby verlegt.

## Heirat und Nachkommen
1358 hatte Daubeney Alianore Willington (auch Eleanor) († 6. August 1400), eine Tochter von Sir Henry Willington († 1349) geheiratet. Mit ihr hatte er mindestens drei Söhne:
- Sir Giles II Daubeney (1370–1403)
- Thomas Daubeney
- William Daubeney

Sein Erbe wurde sein ältester Sohn Giles II Daubeney.